# Хилларп, Рут
Рут Гунхильда Хилларп (швед. Rut Gunhild Hillarp; 21 февраля 1914 — 11 ноября 2003, Стокгольм) — шведская писательница и поэтесса, представительница модернизма.

## Биография и творчество
Рут Хилларп родилась в 1914 году. Её родителями были Нильс и Хульда Бенгтссон, члены Шведской миссионерской ассоциации, и Рут получила религиозное воспитание. После смерти отца она переехала с матерью и младшим братом в Лунд. В году учёбы в колледже она присоединилась к студенческому обществу Aithon, лидером которого был поэт Карл Веннберг. Дружбу с ним Рут Хилларп сохранила на всю жизнь.
В пятнадцатилетнем возрасте Рут была помолвлена со своим учителем французского языка Биргером Тореном. В 1932 году они заключили брак и переехали в Стокгольм, где Рут изучала историю литературы и языки. Получив степень бакалавра, она начала работать учительницей в средней школе, а позднее — в Государственной Нормальной школе (Statens normalskola). В 1945 году она получила степень лиценциата. Преподаванием литературы и языков (шведского и английского) Хилларп занималась на протяжении всей жизни.
Литературный дебют Рут Хилларп состоялся в 1946 году, когда вышел её поэтический сборник «Solens brunn». За ним последовали «Dina händers ekon» (1948) и «Båge av väntan» (1950). Их темой стала проблема отношений между полами в патриархальном обществе. Современниками поэзия Хилларп воспринималась как эротическая.
В 1947 году Хилларп развелась с мужем. Наряду с писательством и преподаванием она занялась фотографией и видеосъёмкой, создав в 1950 году сюрреалистический фильм «De vita händerna». Кроме того, она часто ездила в Париж, где занималась своим хобби — бальными танцами. В 1950-х — 1960-х годах Рут Хилларп создала четыре прозаических произведения: «Blodförmörkelse» (1951), «Sindhia» (1954), «En eld är havet» (1956) и «Kustlinje» (1963). Лишь три десятилетия спустя она вернулась к поэзии, выпустив в 1982 году сборник «Spegel under jorden». В 1985 году вышел сборник «Penelopes väv», а в 1991 — «Isolde». В поздней лирике Хилларп присутствуют эротические и мифологические мотивы; кроме того, стихотворения сопровождаются фотоиллюстрациями.
Рут Хилларп умерла в Орсте (Стокгольм) в 2003 году. В 2011 году были изданы её дневники.